# Réjane Ruel
Réjane Ruel (geboren Raymonde Puyo, 1911 - Livry-Gargan, 27 februari 1999) was een Franse verzetsvrouw tijdens de Tweede Wereldoorlog.

## Biografie
Ze nam de naam van haar echtgenoot aan en gebruikte de roepnaam Réjane. In juni 1943 werd Ruel lid van de verzetsgroep Ceux de la libération (CDLL). Ze hield zich bezig met het overbrengen van burgers en Britse en Amerikaanse piloten van Frankrijk naar Spanje. Ze werd verklikt en op 3 augustus 1944 werd ze aangehouden in Parijs. Op 15 augustus werd ze naar een kamp in Duitsland getransporteerd. Ze overleefde de oorlog en kwam op 4 juni 1945 weer aan in Frankrijk. Na de oorlog woonde ze tot haar dood op 87-jarige leeftijd in Chelles.

## Eerbewijzen
In 1947 kreeg Ruel de Médaille de la Résistance française en in 1961 werd ze benoemd tot ridder in het Légion d'Honneur. Postuum werd in 2002 een straat naar haar genoemd in Chelles, de rue Réjane Ruel.